# Amtsgericht Arnstorf
Das Amtsgericht Arnstorf war ein aus dem 1862 errichteten Landgericht Arnstorf hervorgegangenes, von 1879 bis 1959 bestehendes Gericht der ordentlichen Gerichtsbarkeit mit Sitz im niederbayerischen Arnstorf.

## Geschichte
In Arnstorf hatte bis 1848 das Gräflich Königsfeld-Closen'sche Patrimonialgericht bestanden. Im Zuge der Auflösung des Patrimonialgerichts bestand bis 1852 vor Ort eine Gerichts- und Polizeibehörde, die andernorts häufig in Landgerichte älterer Ordnung umgewandelt wurde. Versuche des Marktes, dies auch für Arnstorf zu erreichen, scheiterten jedoch zunächst. Erst infolge der am 1. Juli 1862 verordneten endgültigen Trennung von Jurisdiktion und Administration in den rechtsrheinischen Landesteilen des Königreichs Bayern wurde in Arnstorf ein Landgericht begründet, dessen Bezirk aus
- neun Gemeinden des bisherigen Landgerichts Eggenfelden, nämlich Arnstorf, Fünfleiten, Hainberg, Jägerndorf, Peterskirchen II (seit 1952 Unterzeitlarn), Schönau I, Schönau II, Unterhöft und Zell,

- acht Gemeinden des bisherigen Landgerichts Landau, nämlich Langgraben, Malgersdorf, Pischelsdorf, Ruhstorf, Ruppertskirchen, Sattlern, Schmiedorf und Simbach sowie
- zwölf Gemeinden des bisherigen Landgerichts Pfarrkirchen, nämlich Dummeldorf, Eggersdorf, Emmersdorf, Johanniskirchen, Kohlstorf, Mariakirchen, Mitterhausen, Münchsdorf, Pörndorf, Roßbach, Thanndorf und Untergrafendorf

gebildet wurde. Nächsthöhere Instanz war das Bezirksgericht Pfarrkirchen.
Mit der Einführung des Gerichtsverfassungsgesetzes am 1. Oktober 1879 wurden die bisherigen bayerischen Gerichte aufgehoben. An die Stelle der Appellationsgerichte traten nun die Oberlandesgerichte, an die Stelle der Bezirksgerichte die Landgerichte und an die Stelle der Stadtgerichte, der Landgerichte sowie der Stadt- und Landgerichte die Amtsgerichte. So wurde aus dem vorherigen Landgericht Arnstorf das nunmehrige Amtsgericht Arnstorf, das zum Bezirk des neu geschaffenen Landgerichts Deggendorf gehörte.
Nachdem das Arnstorfer Gericht kriegsbedingt zur Zweigstelle des Amtsgerichts Eggenfelden im Landgerichtsbezirk Landshut herabgestuft und dies 1956 amtlich bestätigt worden war, wurde ebendiese Zweigstelle auf Anordnung des Bayerischen Staatsministers der Justiz am 1. Juli 1959 aufgehoben.